# El cranc de les pinces d'or
El cranc de les pinces d'or és el novè àlbum del còmic Les aventures de Tintín i Milú creat per Hergé el 1941. Per culpa d'unes misterioses llaunes, en Tintín acaba dins un vaixell on descobreix que són traficants d'opi. Allí es troba amb el malvat Allan i el capità Haddock, qui té molts problemes amb la beguda. Tintín fa entrar en raó al capità i els dos fugen fins al Marroc on acabaran per atrapar els traficants. A partir d'aquesta aventura el capità Haddock s'incorpora a les aventures d'en Tintín i passa a ser un personatge clau.

## Argument
Tintín és informat per Dupond i Dupont d'un cas relacionat amb les contraband d'opi, es troba amb un tros de paper a partir del que sembla una llauna de carn de cranc amb la paraula "Karaboudjan" escrita en ell. La seva investigació posterior i el segrest d'un home japonès interessat en donar-li una carta, porta Tintín a un vaixell anomenat Karaboudjan, on és segrestat per un sindicat de criminals que han ocultat l'opi en les llaunes de cranc. Tintín escapa de la seva habitació tancada amb clau, després Milú rosega seves cadenes, Tintín colpeja a un home enviat a portar-li menjar, deixant a l'home lligat i emmordassat a l'habitació. Tintín es troba amb el capità Haddock, un capità de vaixell alcohòlic, que és manipulat pel seu primer oficial, Allan, i no es dona compte de les activitats criminals de la seva tripulació. Tintín s'amaga a l'armari sota el llit i derrota Jumbo, el mariner que queda a la cabina, mentre que Allan creu que Tintín ha sortit de l'ull de bou del magatzem. A continuació, troben el buit i ràpidament es remunta a l'habitació del capità, on troba Jumbo lligat a una cadira i emmordassada. Escapen de la nau en un bot salvavides, després d'enviar un missatge per ràdio a la policia sobre la càrrega, un hidroavió tracta d'atacar ells. Tintín i el capità abaten l'avió i el segresten lliguen els pilots, i tractar d'arribar a Espanya. Després d'una tempesta han de fer un aterratge d'emergència al Sàhara, on s'escapa la tripulació.
Després de viatjar a través del desert i gairebé morir de deshidratació, Tintín i Haddock són rescatats i portats a un lloc d'avançada francesa, on se senten a la ràdio de la tempesta enfonsat el Karaboudjan. Viatgen a un port marroquí, i en el camí són atacats per membres de la tribu tuareg, defensar-se a si mateixos amb els francesos. Al port, els membres de la seva antiga tripulació segrestar el capità després que ell reconeix la seva dissimulada Karaboudjan. Tintín compleix amb Thomson i Thompson, qui va aconseguir el seu missatge, i aprenen que el ric comerciant Omar ben Salaad va vendre les llaunes de cranc; Tintín diu Dupond i Dupont que investiguin discretament. Tintín segueix la pista de la banda i guarda el capità, però tots dos s'intoxiquen pels fums dels barrils de vi, en un tiroteig amb els dolents. Persegueixen la banda de membres del celler a una entrada darrere d'una prestatgeria a la casa de Salaad. Després de la sobrietat, Tintín descobreix un collaret d'un cranc amb les urpes d'or en l'amo del tènue celler, Omar ben Salaad, i s'adona que ell és el líder del cartell de la droga. Allan roba un llanxa i intenta escapar, però Tintín el captura. La policia arresta la banda i lliura a l'home japonès, que es presenta com Bunji Kuraki, un detectiu de la policia que estava tractant d'advertir a Tintín del grup al qual s'enfrontava. Havia estat investigant el mariner de la tripulació de Haddock que es va ofegar; el mariner estava a punt de portar-opi abans de ser eliminat. Encendre la ràdio, Tintín s'assabenta que, gràcies a ell, tota l'organització del cranc de les pinces d'or està rere de les reixes.

## Personatges i objectes
- Capità Haddock: En aquesta aventura de Tintin, Haddock és el capità del vaixell Karaboudjan, i es troben per primera vegada a les aventures de Tintín, en Tintín després d'evadir-se de les bodegues on estava presoner, arriba a la cabina del capita i troba en Haddock, completament begut. Quan s'assentava del carregament que porta el vaixell, Haddock s'uneix a l'intrèpid periodista, aquí comença una amistat que s'allargarà en el temps.
- Karaboudjan: És el nom armeni d'un vaixell mercant que es dedicava al tràfic d'opi. El Capità Haddock n'era el capità, però desconeixia el tipus de càrrega que duia a les bodegues, que no era d'altra que un carregament d'opi.

## Context i antecedents
Quan l'exèrcit belga es va enfrontar als invasors alemanys el maig de 1940, Hergé i la seva dona van fugir amb cotxe a França juntament amb desenes de milers de belgues, primer a París i després en direcció sud a Puy-de-Dôme, on van romandre sis setmanes. El 28 de maig, el rei belga Leopold III va rendir oficialment el país a l'exèrcit nazi alemany per evitar nous assassinats, un moviment amb què Hergé va estar d'acord. Alemanya va col·locar Bèlgica sota ocupació. Hergé va seguir la petició del rei que tots els civils que havien fugit del país tornessin; va tornar a Brussel·les el 30 de juny. Allí, va descobrir que un oficial de la Propagandastaffel ocupava casa seva, i també es va enfrontar a problemes financers, ja que comptava impostos endarrerits, però no va poder accedir a les seves reserves financeres.
Totes les publicacions belgues estaven sota el control de la força d'ocupació alemanya. La publicació catòlica Le Vingtième Siècle i el seu suplement Le Petit Vingtième, on Hergé sempre havia treballat serialitzant Les aventures de Tintín, ja no tenien permís per continuar publicant-se. A Tintín al país de l'or negre, la història que Hergé hi havia serialitzat, va haver de ser abandonada.Victor Matthys, l'editor rexista de Le Pays Réel, va oferir feina a Hergé com a dibuixant, però Hergé la va percebre com una publicació explícitament política i, per tant, va rebutjar el lloc.
En canvi, va acceptar un lloc a Le Soir, el diari francòfon més gran de Bèlgica. Confiscat als seus amos originals, les autoritats alemanyes van permetre que Le Soir tornés a obrir sota la direcció titella de l'editor belga Raymond de Becker, encara que va romandre fermament sota el control dels nazis, recolzant l'esforç de guerra alemany i defensant l'antisemitisme. Després d'unir-se a Le Soir el 15 d'octubre, Hergé va crear el seu nou suplement infantil, Le Soir Jeunesse. Nomenat editor d'aquest suplement, va ser ajudat pel seu vell amic Paul Jamin i el dibuixant Jacques Van Melkebeke. El primer número de Le Soir Jeunesse va ser publicat amb un gran anunci a la portada: «Tintin et Milou sont revenus!» («Tintin i Milú estan de tornada!»). Alguns belgues estaven molestos que Hergé estigués disposat a treballar per a un diari controlat per l'administració nazi; va rebre una carta anònima del "pare d'una família nombrosa" demanant-li que no treballés per a Le Soir, tement que Les aventures de Tintín ara se n'anessin a utilitzar per adoctrinar els nens en la ideologia nazi, i que com a resultat "ja no parlessin de Déu, de la família cristiana, de l'ideal catòlic... Com pots acceptar col·laborar en aquest terrible acte, un veritable pecat contra l'Esperit?". Però Hergé va ser fortament atret per la tirada i nombre de lectors de Soir, que va arribar a assolir els 600 000, molt més del que havia aconseguit Le Vingtième Siècle. Ante la realitat de la supervisió nazi, Hergé va abandonar els temes polítics oberts que havien envaït gran part del seu treball anterior i, en canvi, van adoptar una política de neutralitat. Sense la necessitat de satiritzar els tipus polítics, Harry Thompson va observar que "Hergé ara s'estava concentrant més en la trama ia desenvolupar un nou estil de comèdia de personatges. El públic va reaccionar positivament".